# ۱۳۵۴ (خورشیدی)
سال ۱۳۵۴ هجری خورشیدی، سالی کبیسه است.

## رویدادها
- فروردین - تهران - فلاندرن برای نمونه برداری از طحال محمدرضا پهلوی به تهران می‌آید. محمدرضا دچار تورم شدید طحال است. این سومین عیادت فلاندرن متخصص فرانسوی از محمدرضاست.
- ۱۱ فروردین - الجزیره - قرارداد صلح الجزایر بین ایران و عراق امضا می‌شود. محمدرضا پهلوی و صدام حسین بر سر خط مرزی جنوب دو کشور به توافق می‌رسند. از این پس خط تالوگ دهانه دجله را بین دو کشور تقسیم خواهد نمود. این خط از ژرف‌ترین نقطه اروندرود می‌گذرد.
- ۲۵ فروردین - کرج - مصطفی بارزانی رهبر کرد همراه پسرانش مسعود و ادریس در شهرهایی که دولت ایران در اختیار آن‌ها گذاشته سکنی می‌گزینند.
- ۳۰ فروردین - تهران - تأسیس دانشگاه فرح پهلوی
- ۲ اردیبهشت - تهران - محمدرضا پهلوی و فرح پهلوی موزه نگارستان ویژه هنر چهار قرن اخیر ایران را می‌گشایند.
- ۴ اردیبهشت - ایران - بر اساس فرمان محمدرضا پهلوی سهام کارخانه‌های دولتی بین کارگران و کارمندان آن‌ها تقسیم می‌شود. ۹۹ در صد سهام کارخانه‌های دولتی و ۴۹ در صد سهام کارخانه‌های خصوصی می‌باید قبل از مهر ماه ۱۳۵۶ تقسیم شود.
- ۱۲ اردیبهشت - تهران - در پی آرزوهای محمدرضا پهلوی برای یک ایران متحد و پیشرفته وی تصمیم به ایجاد حزب رستاخیز می‌نماید. او رؤیای این را دارد که ملت یکپارچه در یک حزب به سوی تمدن بزرگ یعنی رفاه و پیشرفت گام برمی‌دارند.
- ۲۵ خرداد - تهران - هواپیمایی ملی ایران یک خط هوایی بین تهران و قاهره دایر می‌سازد.
- ۲۶ خرداد - تهران - اسحاق رابین و انور سادات برای مذاکرات صلح به تهران می‌آیند.
- ۱۱ تیر - تهران - واژه‌نامه دهخدا چاپ می‌شود.
- ۲۱ شهریور - دز - تیمسار محمد خاتمی و همسر فاطمه پهلوی به هنگام پرواز با کایت کشته می‌شود.
- ۹ آذر - تهران - امضای موافقتنامه صدور گاز ایران به شوروی، اتریش، آلمان و فرانسه.
- ۳۰ آذر - وین - کارلوس تروریست بین‌المللی وزیران نفت اوپک را به گروگان می‌گیرد. جمشید آموزگار بین گروگان‌ها است.
- ۲۷ دی - پابدانا - محمد رضا پهلوی معدن زغال‌سنگ خمرود کرمان را برای بهره‌برداری می‌گشاید.
- ۴ اسفند - تهران – دریادار رمزی عطایی به جرم فساد به زندان محکوم می‌شود.
- ۸ اسفند - داکار – فرح پهلوی از سنگال دیدن می‌کند. نخستین سنگ بنای یک پالایشگاه نهاده می‌شود.
- ۲۵ اسفند - شوش – باستانشناسان کاخ خصوصی داریوش را می‌یابند.
- ۲۴ تیر: آغاز پروژه آزمایشی آپولو-سایوز

## زادروزها
- یوسف علیخانی، نویسنده (۱ فروردین)
- مریم حسینیان، نویسنده (۱ فروردین)
- برزو ارجمند، بازیگر (۷ فروردین)
- محسن تنابنده، بازیگر (۲۶ فروردین)
- ارسلان امیری، مستند ساز ،فیلمنامه نویس (۲ اردیبهشت)
- علی پهلوان، خواننده (۱۱ اردیبهشت)
- نیما نکیسا، فوتبالیست  (۱۱ اردیبهشت)
- رامین ناصر نصیر، بازیگر (۱۶ اردیبهشت)
- بهنوش بختیاری، بازیگر (۲۹ اردیبهشت)
- همایون شجریان، خواننده (۳۱ اردیبهشت)
- احمد مهران‌فر، بازیگر (۱۰ خرداد)
- نقی عبدالملکی، بازرگان (۴ تیر)
- پوریا پورسرخ، بازیگر (۴ تیر)
- هومن حاجی عبداللهی، بازیگر (۲۳ تیر)
- سام درخشانی، بازیگر (۳۱ تیر)
- نیما رئیسی، بازیگر و دوبلور (۳ مرداد)
- یغما گلرویی (۶ مرداد)
- امیر آقایی، بازیگر (۱۰ مرداد)
- کامبیز حسینی (۱۰ مرداد)
- بیتا بادران (۱۶ مرداد)
- شهرام قائدی، بازیگر (۳۱ مرداد)
- کامبیز دیرباز، بازیگر (۱۲ شهریور)
- الهام فخاری (۱۶ شهریور)
- مجید صالحی، بازیگر (۲۶ شهریور)
- زیبا بروفه، بازیگر (۲۹ شهریور)
- مهران آتش ( ۱۵ آبان)
- علی جوانمردی (۲۰ آبان)
- علیرضا آرا (۳۰ آذر)
- لاله اسکندری (۳۰ آذر)
- سپیده (۲۴ دی)
- سوسن پرور، بازیگر (۳ بهمن)
- امیر حسین رستمی، بازیگر (۱۲ بهمن)
- محسن نامجو (۱۴ اسفند)
- وحید جلیلوند (۲۱ اسفند)
- علی حق‌شناس (نامشخص)
- پیمان فتاح (نامشخص)
- آرمان موسی پور (نامشخص)

## درگذشت‌ها
فروردین
- ۲۹ فروردین - بیژن جزنی ، فعال سیاسی چپ‌گرای ایرانی

اردیبهشت
خرداد
تیر
مرداد
- ۱۷ مرداد - سید محمدهادی حسینی میلانی، مرجع تقلید
- ۱۷ مرداد - فریدون رهنما، شاعر، روزنامه‌نگار و سینماگر

شهریور
مهر
آبان
آذر
دی
بهمن
اسفند
- ۹ اسفند - مجید وفادار، آهنگساز و نوازنده ویولن

بدون تاریخ دقیق
- محسن رئیس، دیپلمات ایرانی و وزیر امور خارجه ایران.